# Santa Teresinha (Paraíba)
Santa Teresinha is een gemeente in de Braziliaanse deelstaat Paraíba. De gemeente telt 4.778 inwoners (schatting 2009).